# Dacus pictus
Dacus pictus är en tvåvingeart som först beskrevs av Hardy 1970.  Dacus pictus ingår i släktet Dacus och familjen borrflugor. Inga underarter finns listade i Catalogue of Life.